# Christian Wolters (Kunsthistoriker)
Christian Wolters (* 2. September 1912 in Frankfurt am Main; † 13. Januar 1998 in München) war ein deutscher Kunsthistoriker und Restaurator.
Christian Wolters war der Sohn des Kunsthistorikers Alfred Wolters (1884–1973), sein jüngerer Bruder war der Kunsthistoriker Wolfgang Wolters (* 1935). Er studierte Kunstgeschichte, Klassische Archäologie und Geschichte, daneben aber auch Physik und Chemie. 1936 wurde er bei Wilhelm Pinder an der Universität München promoviert. Schon für seine Dissertation beschäftigte er sich mit physikalischen Methoden zur Untersuchung von Gemälden. Zur Vertiefung dieses Ansatzes machte er eine Lehre bei dem Restaurator Jacob von Danzas am Kaiser-Friedrich-Museum in Berlin und vervollständigte seine Ausbildung bei Alexander Eibner an der TU München, Kurt Wehlte am Forschungsinstitut für Maltechnik in Berlin und bei Johannes Wilde am Kunsthistorischen Museum in Wien. Nach seiner Promotion war er ein Jahr am Kunsthistorischen Institut in Florenz tätig, anschließend Volontär am Kaiser-Friedrich-Museum in Berlin. Nach Teilnahme am Zweiten Weltkrieg und Gefangenschaft von 1939 bis 1947 war er zunächst in Bremen als freiberuflicher Restaurator tätig. Ab 1951 arbeitete er als Restaurator an der Alten Pinakothek in München. Ab 1958 arbeitete er am Doerner Institut in München und war von 1964 bis zu seinem Ruhestand 1974 dessen Direktor. Eine beabsichtigte Berufung als Generaldirektor der Berliner Museen 1964 zerschlug sich.
Verheiratet war er mit der Malerin Ursula Rusche Wolters (1914–2003).

## Veröffentlichungen (Auswahl)
- Die Bedeutung der Gemäldedurchleuchtung mit Röntgenstrahlen für die Kunstgeschichte. Dargestellt an Beispielen aus der niederländischen und deutschen Malerei des 15. und 16. Jahrhunderts. Prestel, Frankfurt a. M. 1938 (Dissertation).
- Naturwissenschaftliche Methoden in der Kunstwissenschaft. In: Martin Gosebruch, Christian Wolters, Walter Wiora: Methoden der Kunst- und Musikwissenschaft (= Enzyklopädie der geisteswissenschaftlichen Arbeitsmethoden 6). Oldenbourg, München/Wien 1970, S. 70–91